# إغناتيوس غانغو
إغناتيوس غانغو (بالفرنسية: Ignatius Ganago)‏ (16 فبراير 1999 بدوالا في الكاميرون - ) هو لاعب كرة قدم كاميروني في مركز الهجوم. لعب مع نادي نيس.

## روابط خارجية
- إغناتيوس غانغو على موقع الاتحاد الأوربي (الإنجليزية)
- إغناتيوس غانغو على موقع رابطة كرة القدم الفرنسية للمحترفين (الإنجليزية)
- إغناتيوس غانغو على موقع الدوري الأمريكي (الإنجليزية)
- إغناتيوس غانغو على موقع إي إس بي إن إف سي (الإنجليزية)
- إغناتيوس غانغو على موقع قاعدة بيانات كرة القدم.إي يو (الإنجليزية)
- إغناتيوس غانغو على موقع ناشيونال فوتبول تيمز (الإنجليزية)
- إغناتيوس غانغو على موقع Soccerbase.com (لاعب) (الإنجليزية)
- إغناتيوس غانغو على موقع Soccerway.com (الإنجليزية)
- إغناتيوس غانغو على موقع عالم كرة القدم.نت (الإنجليزية)